# Scott Thwaites
Scott Christopher Thwaites (Steeton, 12 febbraio 1990) è un ex ciclista su strada e ciclocrossista britannico, ritiratosi a fine 2022.

## Palmarès

### Strada
- 2011 (Endura Racing, due vittorie)

Campionati britannici, Prova a cronometro Under-23
Lincoln Grand Prix

#### Altri successi
- 2011 (Endura Racing)

Criterium di Otley
- 2012 (Endura Racing)

2ª tappa Tour Doon Hame (Girvan)
Tour of the Reservoir
Criterium di Kirkcaldy
Criterium di Oxford
Premier Calendar Road Series
- 2016 (Bora-Argon 18)

Criterium di Ilkley

### Ciclocross
- 2006-2007

National Trophy Series: Derby, Juniores

## Piazzamenti

### Grandi Giri
- Tour de France

2017: 107º
- Vuelta a España

2016: 116º
2021: 134º

### Classiche monumento
- Milano-Sanremo

2017: 170º
2018: 40º
2020: 95º
- Giro delle Fiandre

2014: 78º
2015: 64º
2016: 20º
2017: 16º
- Parigi-Roubaix

2015: 69º
2016: 55º
2017: 53º
- Liegi-Bastogne-Liegi

2020: 118º
2022: ritirato

### Competizioni mondiali
- Campionati del mondo su strada

Copenaghen 2011 - In linea Under-23: 79º
Limburgo 2012 - In linea Under-23: 97º
Richmond 2015 - In linea Elite: 101º
Doha 2016 - In linea Elite: 52º
Bergen 2017 - In linea Elite: 97º
- Campionati del mondo di ciclocross

Hooglede-Gits 2008 - Juniores: 32º

### Competizioni europee
- Campionati europei su strada

Offida 2011 - In linea Under-23: ritirato
Goes 2012 - In linea Under-23: 54º
Glasgow 2018 - In linea Elite: 30º
Plouay 2020 - In linea Elite: 78º
- Giochi europei

Minsk 2019 - In linea Elite: 7º
- Campionati europei di ciclocross

Huijbergen 2006 - Juniores: 21º
Hittnau 2007 - Juniores: 30º
Liévin 2008 - Under-23: 36º